# Starace (cognome)
Starace è un cognome di lingua italiana.

## Varianti
Staraci, Storace, Storaci.

## Origine e diffusione
Cognome tipicamente meridionale, è presente prevalentemente in Campania, Calabria, Basilicata e Salento.
Potrebbe derivare dal mestiere di assemblaggio di pali a croce, dal greco stavrós, "palo verticale".
La variante Storace è centrale.

## Persone
- Francesco Starace – dirigente d'azienda italiano
- Gino Starace – pittore italiano
- Giorgio Starace – ambasciatore italiano